# Centre européen des opérations spatiales

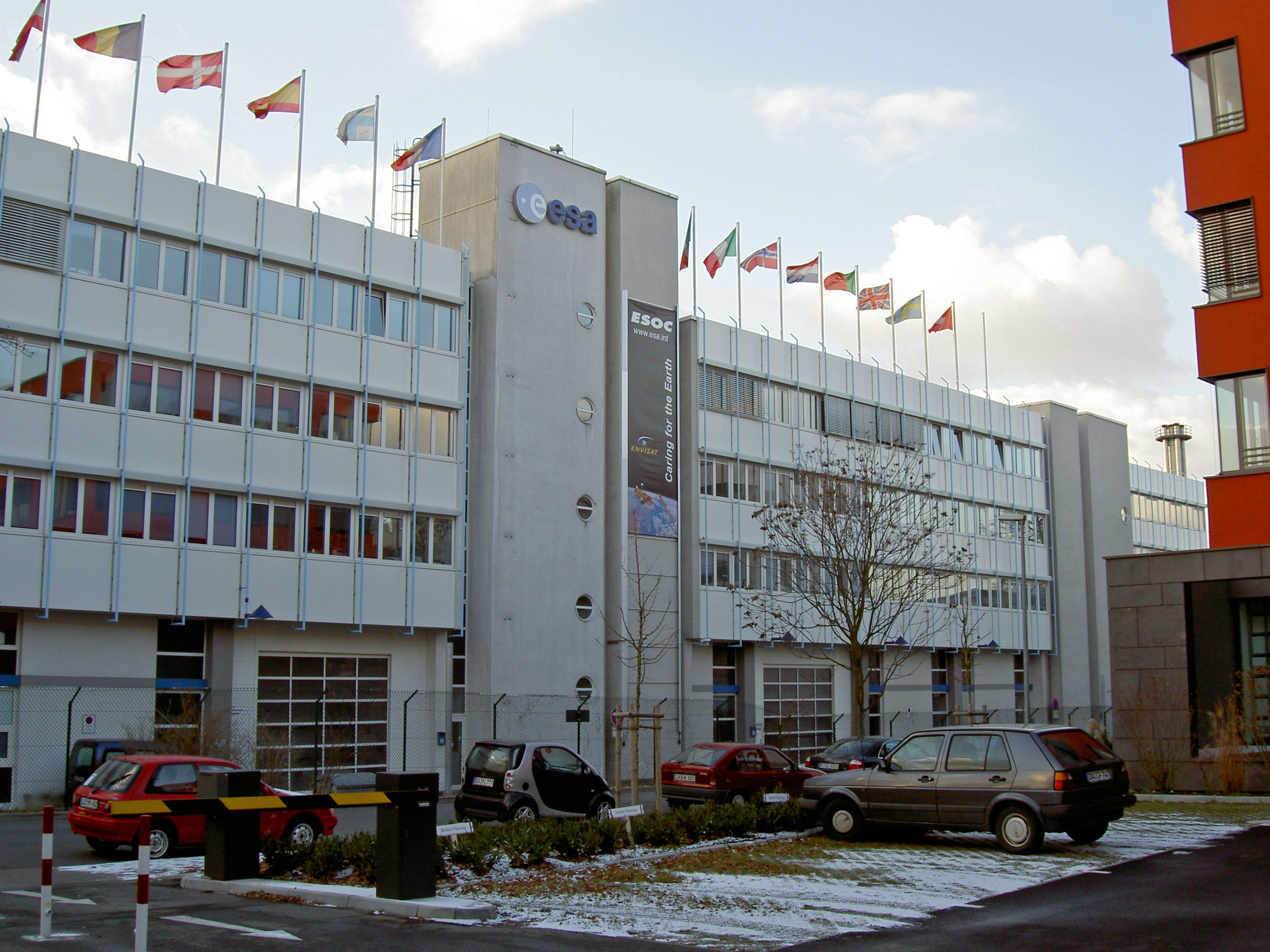
Siège de l'ESOC, à Darmstadt en Allemagne.

Le Centre européen des opérations spatiales (en anglais : European Space Operations Centre : ESOC), situé à Darmstadt en Allemagne, est chargé du suivi de toutes les sondes spatiales qui sont sous le contrôle total de l'Agence spatiale européenne (ESA). Le Centre a pris de plus en plus d'importance depuis l'an 2000, avec l'augmentation du nombre de missions spatiales européennes.
Pendant le déroulement des missions, l'ESOC propose des corrections de trajectoires ; il surveille également les trajectoires de milliers de débris de véhicules spatiaux orbitant autour de la Terre, et permet de prévoir les dangers de collisions.

## Histoire

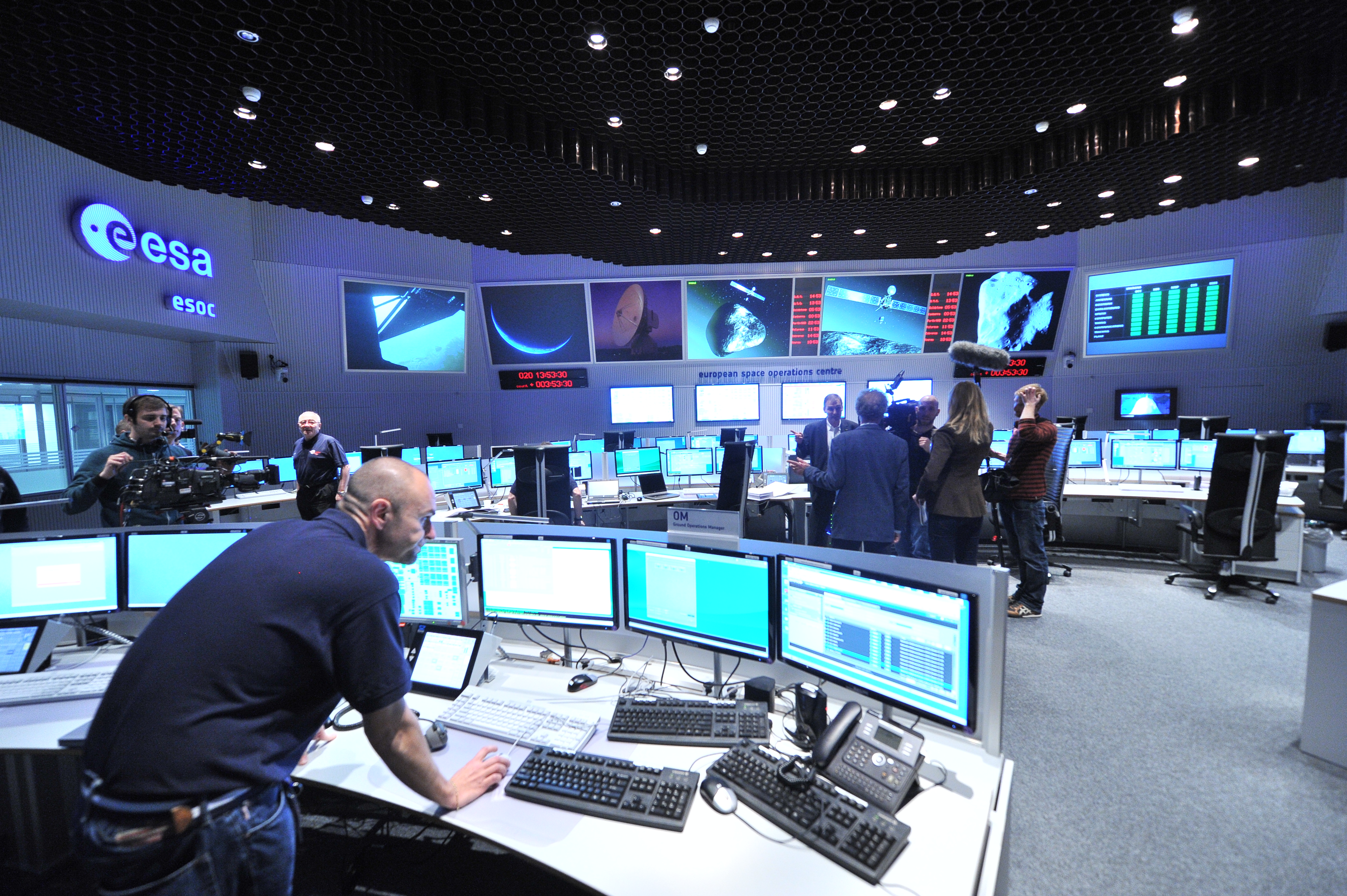
Salle de contrôle de l'ESOC

Avec la création en 1962 du Conseil européen de recherches spatiales (ESRO), qui deviendra avec l'European Launcher Development Organisation (ELDO) l'Agence spatiale européenne (ESA), il a rapidement été nécessaire d'établir un centre de contrôle, ce qui fut fait à l'automne 1963 avec la création du European Space Data Centre (ESDAC) .
C'est avec le traité ESOC signé entre l'ESRO et la République Fédérale d'Allemagne  que l'ESDAC est renommé en European Space Operations Centre (ESOC) et est déplacé de Noordwijk dans les Pays-Bas à Darmstadt en Allemagne. Le nouveau centre est inauguré le 8 septembre 1967 par Gerhard Stoltenberg, alors ministre de la recherche de la République Fédérale d'Allemagne . Mais le premier membre du nouveau centre de contrôle n'arrive qu'en décembre de la même année et tout doit être mis en place rapidement, car le contrôle du satellite de recherche ESRO-2 doit être assuré par l'ESOC dès son lancement en mai 1968. Durant plusieurs mois les membres de l'ESOC sont contraints de faire face à de nombreux problèmes dû à ce déménagement précipité, dans des locaux pas tout à fait finis. Les toilettes des hommes et des femmes sont rendues mixtes, car les toilettes sont utilisées comme une salle de stockage. La climatisation et l'installation posent également des problèmes, surtout avec l'installation du puissant calculateur IBM 360, le plus performant à l'époque. Malgré les nombreux problèmes, les membres de l'ESOC réussissent à tenir les délais et assurent le contrôle de ESRO-2 .
Au milieu des années 1980, l'ESOC contrôle la première mission en espace lointain de l'Europe, Giotto, qui étudie la Comète de Halley.
L'ESOC est depuis devenu le centre du réseau de contrôle européen, vers lequel sont acheminées les données collectées par les multiples antennes paraboliques du European Space Tracking (ESTRACK) réparties dans plusieurs pays tout autour du globe: Cebreros (Espagne), New-Norcia (Australie), Malargüe (Argentine), Villafranca (Espagne), Maspalomas (Espagne), Santa-Maria (Portugal), Redu (Belgique), Kiruna (Suède), Perth (Australie).

## Technologies
Avec le temps, l'ESOC a développé nombre de logiciels pour le pilotage des différentes missions qu'il a dû superviser. Bien que chaque mission soit spécifique, il a été possible de réutiliser certains logiciels d'une mission à l'autre, ce qui a permis de réduire les coûts de fonctionnement. Le développement de tels logiciels a débuté dans les années 1970 avec le Multi-Satellite Support System (MSSS) qui est utilisé durant plus de 20 ans. Au milieu des années 1980 est développé son successeur le Spacecraft Control and Operations System (SCOS), qui lui-même évolue vers le SCOS-2000. Ce dernier est utilisé pour la première fois pour le contrôle de la mission MSG-1 en août 2002. Depuis, toutes les missions de l'ESA dont le lancement est postérieur à cette date utilisent ce logiciel.
La partie simulation est également prise en compte via le développement de SIMSAT. À eux deux, ils forment la suite ESA Ground Operations Software (EGOS).

## Missions
Depuis sa première mission en 1968, l'ESOC a assuré le contrôle plus ou moins total de plusieurs dizaines de missions :
| Mission          | Objectifs               | Lancement         | Durée de la mission        |
| ---------------- | ----------------------- | ----------------- | -------------------------- |
| ESRO-2           | Science                 | 17 mai 1968       | 3 ans                      |
| ESRO-1A          | Science                 | 3 octobre 1968    | 2 ans                      |
| HEOS-A1          | Science                 | 5 décembre 1968   | 7 ans                      |
| ESRO-1B          | Science                 | 1er décembre 1969 | 2 mois                     |
| HEOS-A2          | Science                 | 31 janvier 1972   | 2 ans                      |
| TD-1A            | Science                 | 12 mars 1972      | 2 ans                      |
| ESRO-4           | Science                 | 20 novembre 1972  | 2 ans                      |
| COS-B            | Science                 | 9 août 1975       | 7 ans                      |
| GEOS-1           | Science                 | 20 avril 1977     | 5 ans                      |
| ISEE-2           | Science                 | 22 décembre 1977  | 10 ans                     |
| Meteosat-1       | Météorologie            | 23 novembre 1977  | 8 ans                      |
| IUE              | Science                 | 28 janvier 1978   | 18 ans                     |
| GEOS-2           | Science                 | 14 juillet 1978   | 6 ans                      |
| OTS-2            | Télécommunication       | 11 mai 1978       | 13 ans                     |
| Meteosat-2       | Météorologie            | 19 juin 1981      | 10 ans                     |
| Marecs-A         | Télécommunication       | 20 septembre 1981 | 14 ans et 9 mois           |
| EXOSAT           | Science                 | 26 mai 1983       | 3 ans                      |
| ECS-1            | Télécommunication       | 16 août 1983      | 13 ans et 6 mois           |
| ECS-2            | Télécommunication       | 4 août 1984       | 9 ans                      |
| Marecs-B2        | Télécommunication       | 10 novembre 1984  | En cours                   |
| Giotto           | Science                 | 2 juillet 1985    | Jusqu'au 23 juillet 1992   |
| ECS-4            | Télécommunication       | 10 septembre 1987 | En cours                   |
| Meteosat-P2      | Météorologie            | 15 juin 1988      | 7 ans                      |
| ECS-5            | Télécommunication       | 21 juillet 1988   | 12 ans                     |
| MOP-1            | Météorologie            | 6 mars 1989       | 6 ans                      |
| Olympus          | Télécommunication       | 12 juillet 1989   | 4 ans                      |
| Hipparcos        | Science                 | 8 août 1989       | 4 ans                      |
| Ulysses          | Science                 | 6 décembre 1990   | Jusqu'au 30 juin 2009      |
| MOP-2            | Météorologie            | 2 mars 1991       | Jusqu'au 16 avril 2007     |
| ERS-1            | Observation de la Terre | 17 juillet 1991   | 5 ans                      |
| Eureca           | Microgravité            | 31 juillet 1992   | 1 an                       |
| MOP-3            | Météorologie            | 20 novembre 1993  | Jusqu'au 15 avril 2011     |
| ERS-2            | Observation de la Terre | 21 avril 1995     | Jusqu'au 4 juillet 2011    |
| ISO              | Science                 | 17 novembre 1995  | 3 ans                      |
| Cassini-Huygens  | Science                 | 15 décembre 1997  | Jusqu'au 15 septembre 2017 |
| Teamsat          | Technologie             | 30 décembre 1997  | 5 jours                    |
| Pastel           | Payload: Spot4          | 24 avril 1998     | En cours                   |
| XMM-Newton       | Science                 | 10 décembre 1999  | En cours                   |
| Cluster-II       | Science                 | 16 juillet 2000   | En cours                   |
| Cluster-II       | Science                 | 9 août 2000       | En cours                   |
| ENVISAT          | Observation de la Terre | 1er mars 2002     | 10 ans                     |
| MSG              | Météorologie            | 28 août 2002      | En cours                   |
| Integral         | Science                 | 17 décembre 2002  | En cours                   |
| Mars Express     | Science                 | 2 juin 2003       | En cours                   |
| SMART-1          | Science                 | 28 septembre 2003 | Jusqu'au 4 septembre 2006  |
| Rosetta          | Science                 | 2 mars 2004       | 12 ans et 7 mois           |
| Huygens          | Science                 | 15 décembre 1997  | 7 ans                      |
| Venus Express    | Science                 | 9 novembre 2005   | 9 ans et 1 mois            |
| MetOp            | Météorologie            | 19 décembre 2006  | En cours                   |
| GOCE             | Science                 | 17 mars 2009      | 4 ans et 8 mois            |
| Herschel, Planck | Science                 | 14 mai 2009       | En cours                   |